# منتخب سيكيلي لاند لكرة القدم
منتخب سيكيلي لاند لكرة القدم هو منتخب كرة قدم يمثل السيكيليين (عرقية مجرية) في سيكيلي لاند، رومانيا. لا ينتمي المنتخب لا للفيفا أو إلى الويفا. لذلك لا يحق له اللعب في كأس العالم لكرة القدم أو في كأس الأمم الأوروبية لكرة القدم.